# CT Rio Grande do Norte (CT-4)
O CT Rio Grande do Norte foi um contratorpedeiro da Classe Pará, que serviu a Marinha do Brasil.
Foi encomendado em 1906, fazendo parte do Plano Naval daquela época que modernizou a Armada do Brasil. O navio fez parte da Divisão Naval em Operações de Guerra (DNOG), que tinha como missão o patrulhamento do Oceano Atlântico, com foco no combate aos submarinos alemães (U-boats) durante a Primeira Guerra Mundial, inclusive foi responsável pelo afundamento de um U-Boat que atacou a DNOG perto de Dacar, tendo o Almirantado Britânico reconhecido o naufrágio do submarino alemão pelo Rio Grande do Norte.